# Gauche critique
 (avril 2008).
Si vous disposez d'ouvrages ou d'articles de référence ou si vous connaissez des sites web de qualité traitant du thème abordé ici, merci de compléter l'article en donnant les références utiles à sa vérifiabilité et en les liant à la section « Notes et références ».
La Gauche critique (en italien, Sinistra critica) était une organisation politique italienne d'extrême gauche, section italienne de la Quatrième Internationale - Secrétariat unifié.
D'abord interne au Parti de la refondation communiste, puis devenue externe depuis décembre 2007, elle est née comme une simple motion au VIe Congrès de ce parti. Elle porte également le nom de « Erre », comme la revue du même nom.
Elle a comme représentants de premier plan, l'ancien sénateur Luigi Malabarba, le sénateur Franco Turigliatto, le député Salvatore Cannavò, Lidia Cirillo et Flavia D'Angeli, cette dernière étant candidate au poste de Présidente du Conseil des ministres en avril 2008. Elle y obtient 167 683 voix (0,46 %) et aucun élu. En désaccord avec Révolution civile, elle décide de ne pas se présenter lors des élections générales italiennes de 2013, faute d'avoir réussi à fédérer la gauche radicale italienne.